# 皮爾瓦希爾卡山
11°02′48″S 76°31′39″W / 11.04667°S 76.52750°W
皮爾瓦希爾卡山（Pirwa Hirka），是秘魯的山峰，位於該國中南部利馬大區和帕斯科大區，由帕卡勞斯區和瓦伊利艾區負責管轄，屬於安地斯山脈的一部分，海拔高度4,800米。